# Jonsbu
Jonsbu (oficialmente y groenlandés, Jónsbú) fue una estación de radio y caza noruega (Jonsbu Radio/LMW) ubicada en la costa del este de Groenlandia en la actual Tierra del Rey Christian X.
Administrativamente, el área donde se encontraba la cabaña pertenece ahora al Parque Nacional del Noreste de Groenlandia.
El sitio está ubicado en el sur de Hochstetter Foreland en el lado occidental de Peters Bay, al noreste de la desembocadura del fiordo Ardencaple, a unos 15 km (9,3 millas) del cabo Klinkerfues.

## Historia
La estación fue construida en 1932 por la expedición de John Giæver, a unos 15 km (9,3 millas) al noreste de la desembocadura del fiordo Ardencaple. Fue nombrada "Jónsbú" en honor al periodista noruego John Schjelderup Giæver (1901-1970), que vivió como cazador y trampero en el este de Groenlandia de 1929 a 1934. La estación también era conocida como Norsk Petersbugt Station.
Junto con Myggbukta, así como con Storfjord, Torgilsbu y Finnsbu más al sur, Jonsbu pasó a formar parte de la contribución noruega al Año Polar Internacional 1932-1933.
La estación original fue incendiada en agosto de 1943 durante la Segunda Guerra Mundial en un ataque del barco norteamericano de la Greenland Patrol, el USCGC Northland. El barco destruyó la estación para evitar que sus instalaciones fueran utilizadas por los militares del Tercer Reich.
En 1948, tres años después del final de la guerra, se construyó la nueva estación de Jonsbu en una nueva ubicación al sur de Peters Bay, al otro lado del fiordo Ardencaple, junto a la desembocadura de Kildedal en las coordenadas 75°14′48″N 20°52′36″O / 75.24667, -20.87667. Para diferenciar las dos cabañas, las ruinas de la antigua estación también se conocen como "Gamle Jonsbu" (Viejo Jonsbu) —aunque oficialmente todavía se le conoce con el nombre original— y la nueva como "Ny Jonsbu".